# Pendol
Se llama pendol a la operación por la que se inclina un buque con el fin de limpiar sus fondos o con otro objeto. A este fin, se carga con pesos una banda para que descubra por la opuesta una parte de sus fondos. 
Hay penoles reales y regulares según el grado de inclinación, siendo en los primeros la mayor posible en semejante maniobra, la cual se expresa por las frases dar pendoles y dar a la banda, que antiguamente, se decía dar lado. Cuando se trata de una embarcación que se mantiene por algún tiempo en esta disposición, se dice estar a la péndula. 